# Carbonil cianuro-p-trifluorometossifenil idrazone
Il carbonil cianuro-p-trifluorometossifenil idrazone (FCCF) è uno ionoforo cioè un trasportatore di ioni intramembrana. 
Chimicamente è composto da un anello benzenico a cui è unito un idrazone che lega a sua volta due gruppi nitrile e un gruppo trifluorometossi in posizione para.
Agisce da agente disaccoppiante e contrasta la sintesi dell'ATP mediante l'annullamento del gradiente di pH esistente ai due lati della membrana cellulare. Con l'annullamento di tale gradiente, si disperde quell'energia necessaria, e sfruttata dalla ATP sintasi, per la fosforilazione ossidativa.

## Meccanismo di azione
Il carbonil cianuro-p-trifluorometossifenil idrazone come il suo analogo chimico CCCF influisce sulle reazioni di sintesi proteica nei mitocondri

Nei mitocondri, il FCCF attraversa la membrana fosfolipidica in forma neutra e successivamente deprotona all'ammina secondaria riesce in forma anionica. 
Il FCCF, a questo punto in forma anionica, presenta una carica negativa ampiamente delocalizzata su circa dieci atomi, il che gli conferisce un campo elettrico molto debole. Ciò permette all'anione di ridiffondere facilmente nei mezzi non polari, quali le membrane fosfolipidiche.  
Il processo può essere ripetuto innumerevoli volte, distruggendo il potenziale di membrana. Anche una piccola quantità di ionoforo può trasportare un enorme numero di protoni, annullando il gradiente di pH e cortocircuitando la catena respiratoria